# Engyprosopon marquisensis
Engyprosopon marquisensis är en fiskart som beskrevs av Amaoka och Bernard Séret 2005. Engyprosopon marquisensis ingår i släktet Engyprosopon och familjen tungevarsfiskar. Inga underarter finns listade i Catalogue of Life.